# 美國在台協會商務組
美國在台協會商務組（英語：Commercial Section of the American Institute in Taiwan）是美國商務服務局在台灣推廣貿易的單位，隸屬美國商務部及美國在台協會台北辦事處。
美國商務服務局的宗旨是推廣美國產品與服務的出口，尤其是促進中小企業的外銷，維護美商在海外市場的商業利益，以及協助美商尋找理想的國際貿易夥伴等。
美國在台協會商務組的服務內容包括幫助美國出口商安排與當地商業夥伴與主管機關的會議，提供台灣市場的產業調查報告，並建立線上美國供應廠商名單供台灣進口商洽詢。
美國在台協會商務組於台北市、高雄市均有辦公室。目前台北辦事處有四位商務官與十七位職員，高雄則有一位商務官與一位產業專員，為當地進口商服務。
美國商務服務局的核心優勢為擁有龐大的國際貿易人才網絡，包括全美的美國出口協助中心（U.S. Export Assistance Center），以及遍及海外八十多個國家、超過一百五十個城市的美國大使館與領事館。

## 外部連結
- 美國在台協會商務組 （页面存档备份，存于）（繁體中文）
- 美國商務服務局（英文）
- 美國商務部 （页面存档备份，存于）（英文）